# モリイノシシ
モリイノシシ (森猪、Hylochoerus meinertzhagen) は、アフリカ大陸に生息する大型のイノシシで、哺乳綱 - 鯨偶蹄目 - イノシシ科に属する。現生では本種のみでモリイノシシ属を構成する。

## 分布
リベリアからエチオピア南西部にかけてのアフリカ大陸の赤道付近。

## 分類
モリイノシシは保守的な形質を持ったイノシシであり、イノシシ亜科のなかでも比較的初期段階で分岐したグループに属する。現生ではモリイノシシ一属一種であるが、他には絶滅したコルポコエルス属が存在する。

## 形態
体長1.3 - 2.1m、尾長30 - 45cmと、他のイノシシと比べて大型。体重は最大で約280kgとなる。性的二形が顕著で、雌雄の大きさの差が際立つ。頭部も大きく、眼下下方及び後方に、軟骨と腺組織からなるイボ状の隆起を持つ。また両耳の間の頭骨はくぼんでおり、周りを骨の輪が囲む皿状になっている。鼻先は幅広く、弾力性に富む。胴体はやや前傾し、肩より腰の位置が高い。また、四肢は短い。肢端は幅広く、柔らかな地面での歩行に適応している。
歯列は34本で、上顎切歯と下顎臼歯が他のイノシシ科よりも数が減っている。牙状の犬歯は上顎のもので15cm程あるが、体格に比すとやや小さく見え、顎より水平に突出する。下顎犬歯は上顎犬歯とこすれあう事で鋭く研ぎすまされている。下顎切歯は鼻先に代わって土を掘り返す事もある為、摩耗している。また臼歯も摩耗が激しい。
皮膚は暗い灰色。体毛は茶あるいは黒で、剛毛。幼いときは明るい色であるが、歳をとるにつれ色は濃くなり、疎らになる。頭部のイボは周囲より色が明るい。

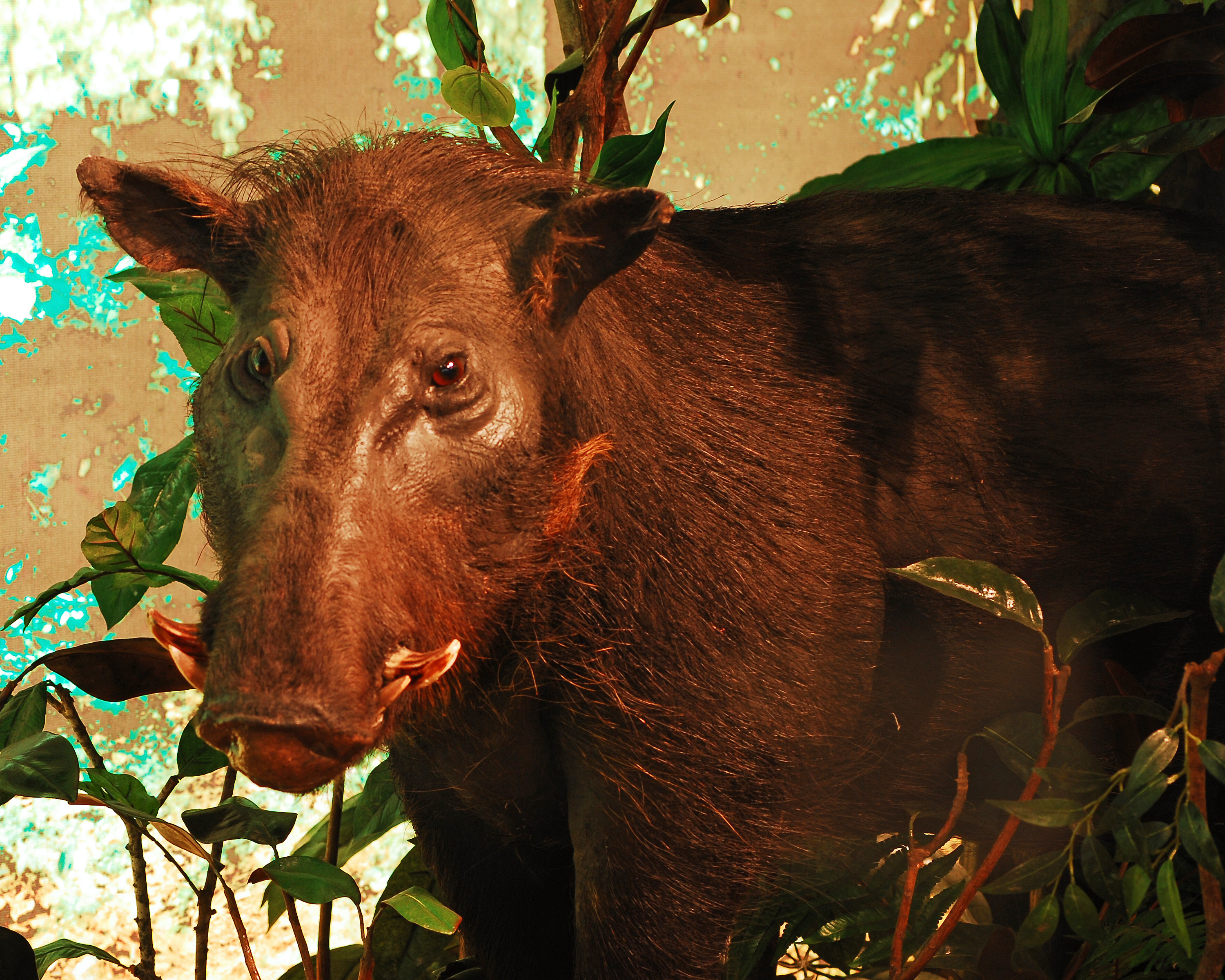
モリイノシシ
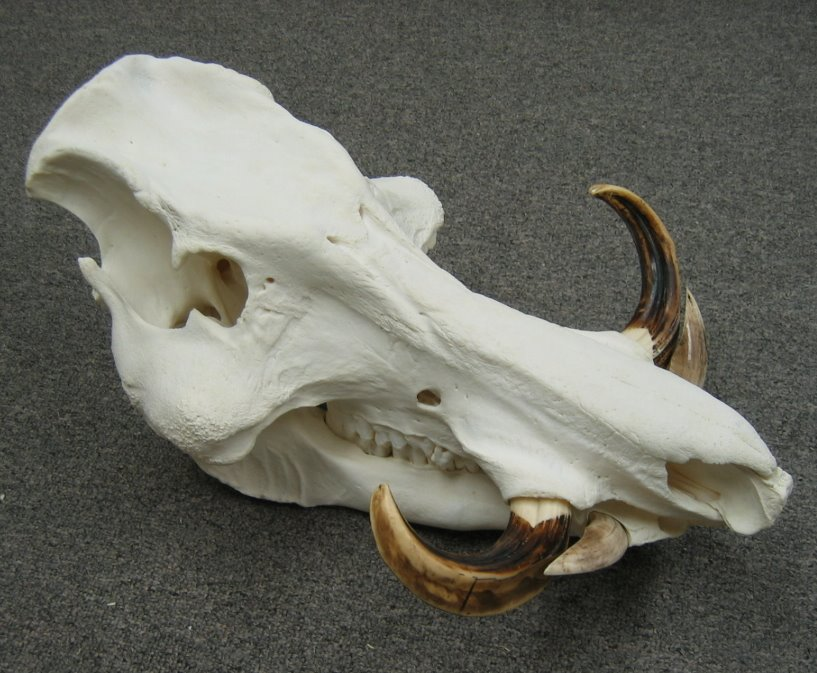
頭骨

## 生態

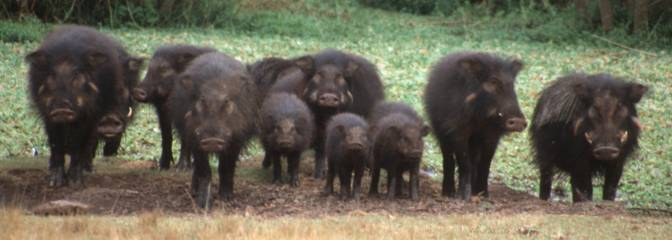
モリイノシシの群れ

アフリカ中部の、高度3,000mまでの湿った深い森林、竹林、サバンナに生息する。
比較的社会性が発達しており、20頭程度までの群を形成し、縄張りを持つ。雄同士は20m以上の助走をつけ、頭部の耳の間にある「皿」をぶつけあうという儀礼的闘争を行う。こうした争いと大型の身体に牙やイボをもつという容姿もあって獰猛とされる事もあるが、本来はおとなしい性質である。
薄明薄暮性で、明け方や薄暮に最も活動的となる。集団で移動し、葉や根、果実などを主に採食する。他のイノシシと異なり鼻先が柔らかいためあまり地面を掘らず、専ら草やスゲ、灌木、根、果実などを食べる。ただし、土を掘る必要が生じたときは、下顎切歯を使用する。また時としてハイエナやヒョウの仕留めた獲物を横取りし、死肉を食べる事が知られている。
他のイノシシ同様砂浴びを好み、昼間は長時間泥や砂の中で寝転んで過ごす。糞は所定の場所にかためられ、高く積み上がる。夜間は薮の中の巣で過ごすが、そこに達する為には、外敵の侵入に備えた長い通路をたどる必要がある。外敵に遭遇した際は、こうした茂みの奥に逃げ込む事で危機をやり過ごす。巣内部は広く、46平方メートルに達する事もある。
妊娠期間は150 - 151日ほどで、2 - 11頭の幼獣を出産する。ただし、平均は四頭ほどである。出産の為の巣は竹の茎で作られる。一週間程で幼獣は群に加わることができる様になり、離乳する八週間後まで、群れの中の母親以外の雌からも授乳を受ける。幼獣はヒョウなどに狙われる事も多く、危機の際は親達の警告に従って地面に伏せ、隠れる。

## 人間との関係
人間の居住地域近くにまで出没し、時として民家から食物を盗んだり、農作物を荒らす事で知られている。
食性上の理由で生息地域が限定的であり、開発によってそうした場所が失われていくおそれがある。

### 発見
モリイノシシの存在は、1717年にオランダで出版されたアフリカ大陸の旅行書や、19世紀の冒険家ヘンリー・モートン・スタンリーやヴィルヘルム・ユンカー( en )らによって、リベリアやウガンダ、スーダンの森の奥に棲む「couja quinta」あるいは「nigbwe（ニベクヴェ）」などと呼ばれる「黒く巨大な豚」として報告されていた。しかしこれらの情報は重視されず、新たな種として知られる様になったのは、イギリス軍大佐、リチャード・マイナーズ＝ハーゲンによって標本がもたらされてからである。この標本はロンドン自然史博物館のオールドフィールド・トマス (en) によって新種とされ、学名 Hylochoerus meinertzhagen が与えられた。属名 Hylochoerus の、「hile」はギリシャ語で森、「choerus」はブタを意味している。また種名はリチャード・マイナーズ＝ハーゲンにちなむ。命名者トマスはこの新種を、祖先的な形態を多く留めた種であり、化石種と現生種をつなぐものと評している。